# غريب بشكل مضحك
غريب بشكل مضحك (بالهندية: अतरंगी रे) هو فيلم دراما رومانسي من بطولة أكشاي كومار،دانوش وسارة علي خان،عرض الفيلم على هوتستار في 24 ديسمبر 2021.

## روابط خارجية
- أترانجي ري على موقع IMDb (الإنجليزية)
- أترانجي ري على موقع قاعدة بيانات الفيلم (الإنجليزية)
- أترانجي ري على موقع ليتربوكسد (الإنجليزية)
- أترانجي ري على موقع كينوبويسك (الروسية)